# Expedice 23
Expedice 23 byla třiadvacátou výpravou na Mezinárodní vesmírné stanici. Expedice byla zahájena odletem kosmické lodě Sojuz TMA-16 od stanice 18. března 2010 a ukončena odletem Sojuzu TMA-17 2. června 2010. Velitelem expedice byl ruský kosmonaut Oleg Kotov.
Sojuz TMA-17 a Sojuz TMA-18 připojené k modulu Zarja sloužily u ISS jako záchranné lodě.

## Posádka
| Pozice            | První část (18. března – 4. dubna 2010) | Druhá část (4. dubna – 2. června 2010)           |
| ----------------- | --------------------------------------- | ------------------------------------------------ |
| Velitel           | Oleg Kotov, (2) Roskosmos (CPK          | Oleg Kotov, (2) Roskosmos (CPK                   |
| Palubní inženýr 1 |                                         | Alexandr Skvorcov ml., (1) Roskosmos (CPK)       |
| Palubní inženýr 2 |                                         | Tracy Caldwellová, (2) NASA                      |
| Palubní inženýr 3 |                                         | Michail Kornijenko, (1) Roskosmos (RKK Eněrgija) |
| Palubní inženýr 5 | Sóiči Noguči, (2) JAXA                  | Sóiči Noguči, (2) JAXA                           |
| Palubní inženýr 6 | Timothy Creamer, (1) NASA               | Timothy Creamer, (1) NASA                        |

Zdroj pro tabulku: NASA
V závorkách je uveden dosavadní počet letů do vesmíru včetně této mise.

## Záložní posádka
- Douglas Wheelock – velitel, NASA
- Michail Ťurin, Roskosmos (RKK Eněrgija)
- Alexandr Samokuťajev, Roskosmos (CPK)
- Scott Kelly, NASA
- Anton Škaplerov, Roskosmos (CPK)
- Satoši Furukawa, JAXA